# Trupanea alboapicata
Trupanea alboapicata är en tvåvingeart som först beskrevs av Malloch 1931.  Trupanea alboapicata ingår i släktet Trupanea och familjen borrflugor. Inga underarter finns listade i Catalogue of Life.